# Бернашівська сільська рада
| Бернашівська сільська рада — колишній орган місцевого самоврядування у Могилів-Подільському районі Вінницької області з адміністративним центром у с. Бернашівка. Сільській раді були підпорядковані населені пункти: - с. Бернашівка |

## Склад ради
Рада складалася з 11 депутатів та голови.

## Керівний склад сільської ради
| ПІБ                      | Основні відомості                                                                      | Дата обрання | Дата звільнення |
| ------------------------ | -------------------------------------------------------------------------------------- | ------------ | --------------- |
| Сивун Євгенія Леонідівна | Сільський голова, 1959 року народження, освіта, Всеукраїнське об'єднання «Батьківщина» | 26.03.2006   | 31.10.2010      |
| Антонюк Петро Петрович   | Сільський голова, 1959 року народження, освіта вища, член Партії регіонів              | 31.10.2010   |                 |

Примітка: таблиця складена за даними джерела